# Toxorhynchites
Toxorhynchites is een muggengeslacht uit de familie van de steekmuggen (Culicidae).

## Soorten
- T. acaudatus (Leicester, 1908)
- T. aeneus (Evans, 1926)
- T. albipes (Edwards, 1922)
- T. amboinensis (Doleschall, 1857)
- T. angolensis Ribeiro, 1992
- T. angustiplatus Evenhuis & Steffan, 1986
- T. ater (Daniels, 1908)
- T. auranticauda Lane, 1992
- T. auripes (Edwards, 1935)
- T. bambusicola (Lutz & Neiva, 1913)
- T. barbipes Edwards, 1913
- T. bengalensis Rosenberg & Evenhuis, 1985
- T. bickleyi Thurman, 1959
- T. brevipalpis Theobald, 1901
- T. brunhesi Ribeiro, 2004
- T. camaronis Ribeiro, 1991
- T. capelai Ribeiro, 1992
- T. catharinensis (da Costa Lima, Guitoon & Ferreira, 1962)
- T. cavalierii Garcia & Casal, 1967
- T. coeruleus (Brug, 1934)
- T. christophi (Portschinsky, 1884)
- T. dundo Ribeiro, 1991
- T. edwardsi (Barraud, 1924)
- T. erythrurus (Edwards, 1941)
- T. evansae (Edwards, 1936)
- T. fontenillei Ribeiro, 2004
- T. funestus (Leicester, 1908)
- T. gerbergi Belkin, 1977
- T. gigantulus (Dyar & Shannon, 1925)
- T. grandiosus (Williston, 1900)
- T. gravelyi (Edwards, 1921)
- T. grjebinei Ribeiro, 2004
- T. guadeloupensis (Dyar & Knab, 1906)
- T. haemorrhoidalis (Fabricius, 1787)
- T. helenae Ribeiro, 1992
- T. hexacis (Martini, 1931)
- T. hypoptes (Knab, 1907)
- T. indicus Evenhuis & Steffan, 1986
- T. inornatus (Walker, 1865)
- T. kaimosi (van Someren, 1946)
- T. kempi (Edwards, 1921)
- T. klossi (Edwards, 1921)
- T. leicesteri Theobald, 1904
- T. lemuriae Ribeiro, 2004
- T. lewisi Ribeiro, 1991
- T. lutescens (Theobald, 1901)
- T. macaensis Ribeiro, 1997
- T. madagascarensis Ribeiro, 2004
- T. magnificus (Leicester, 1908)

- T. manicatus (Edwards, 1921)
- T. manopi Thurman, 1959
- T. mariae (Bourroul, 1904)
- T. metallicus Leicester, 1904
- T. minimus (Theobald, 1905)
- T. moctezuma (Dyar & Knab, 1906)
- T. nairobiensis (van Someren, 1946)
- T. nepenthicola Steffan & Evenhuis, 1982
- T. nepenthis (Dyar & Shannon, 1925)
- T. nigeriensis Ribeiro, 2005
- T. nigripes (Edwards, 1935)
- T. okinawensis Toma, Miyagi & Tanaka, 1990
- T. pauliani (Doucet, 1951)
- T. pendleburyi (Edwards, 1930)
- T. phytophagus Theobald, 1909
- T. portoricensis (von Röder, 1885)
- T. purpureus (Theobald, 1901)
- T. pusillus (da Costa Lima, 1931)
- T. quasiferox (Leicester, 1908)
- T. rajah Tsukamoto, 1989
- T. ramalingami Evenhuis & Steffan, 1986
- T. raris (Leicester, 1908)
- T. rickenbachi Ribeiro, 1991
- T. rizzoi (de Deus Palma & Galvão, 1969)
- T. rodhaini Ribeiro, 1991
- T. rutilus (Coquillett, 1896)
- T. ruwenzori (van Someren, 1948)
- T. solstitialis (Lutz, 1904)
- T. speciosus (Skuse, 1889)
- T. splendens (Wiedemann, 1819)
- T. sumatranus (Brug, 1939)
- T. sunthorni Thurman, 1959
- T. theobaldi (Dyar & Knab, 1906)
- T. towadensis (Matsumara, 1916)
- T. trichopygus (Wiedemann, 1828)
- T. violaceus (Wiedemann, 1820)
- T. viridibasis (Edwards, 1935)
- T. wolfsi Ribeiro, 2005
- T. zairensis Ribeiro, 2005